# Villa obscura
Villa obscura är en tvåvingeart som först beskrevs av Weber 1801.  Villa obscura ingår i släktet Villa och familjen svävflugor.
Artens utbredningsområde är Schweiz. Inga underarter finns listade i Catalogue of Life.